# وحيد القرن (رواية)
وحيد القرن (بالإنجليزية The Unicorn) هي الرواية السابعة عشر للكاتبة أيريس مردوك، والتي نُشرت عام 1963.

## الحبكة
تقع أحداث الرواية في منطقة نائية على الساحل الغربي لإيرلندا ويبدأ الكتاب بوصول ماريان تايلور معلمة اللغة الإنجليزية الشابة التي تقبل العمل كمربية في منزل ريفي منعزل يُدعى «جاز كاسل»، والتي تتفاجأ بمعرفة أنه ليس هناك أي أطفال يعيشون في «جاز كاسل» وأنها سوف تقوم بتدريس اللغتين الفرنسية والإيطالية لسيدة المنزل «هانا كرين سميث».
ويصوِّر الجزء الأول من الرواية إدراك ماريان لوضع «جاز كاسل» حسب ما حكته لها الشخصيات الأخرى، وقد كانت «دينيس نولان» كاتبة المقاطعة هي الراوية الأساسية. وعرفت ماريان أن «بيتر» زوج هانا هو من حبسها في «جاز كاسل» لمدة سبع سنوات عقابًا لها على عدم إخلاصها له ولأنها كادت أن تقتله. والحقيقة أن «بيتر» كان زوجًا بذيئًا وغير مخلص وكان غائبًا عن زوجته أغلب الوقت، وذات مرة أثناء غيابه المتكرر أقامت هانا علاقة عاطفية مع «بيب لوجر» مالك منزل «ريديرز» المجاور، حيث داهم «بيتر» البيت وفوجئ برؤية زوجته تخونه مع الجار. وفي وقت لاحق نشب صراع بين «بيتر» و«هانا» أدى إلى سقوط بيتر في الجرف وتعرضه لإصابة خطيرة لم تقتله، وقرر بعد ذلك ترك «جاز كاسل» وولى حبيبته السابقة «جيرالد سكوت» أمور المقاطعة.
يتركز السرد في الجزء الثاني على «فينغام كوبر» الذي يصل إلى موقع الأحداث من لندن، وهو موظف ناجح ومعروف في الأربعينات من عمره يأتي لزيارة معلم الفلسفة السابق المتقاعد السيد «ماكس لوجر» والد «بيب لوجر» في «ريديرز». ويقع فينغام في حب هانا ويحاول إغواءها وإقناعها بالهرب معه ولكنها تقابل محاولاته بالرفض فيستسلم للوضع وهو يرى نفسه عاشقًا مجاملًا مغرمًا بهانا من بعيد، وتحثه ماريان على الاتحاد معها لتنفيذ خطة تُنقذ هانا ولكنه يرفض معللًا ذلك بأن هانا قد استسلمت لمصيرها وأنها لا تريد المغادرة.
في الجزء الثالث يغير فينغام رأيه وتحدث محاولة الإنقاذ حيث يحاول هو وماريان الاستفادة من غياب جيرالد سكوت وخطف هانا في سيارة فينغام ولكن الفشل يحيق بمحاولتهم، والسبب في ذلك أن سيارة أخرى تقودها «أليس لوجور» ابنة السيد ماكس كانت متوجهة نحوهم بشكل غير متوقع فانحرفت سيارة فينغام عن الطريق وعلقت في الوحل. ويعود جيرالد سكوت إلى «جاز كاسل» في الوقت المناسب تمامًا ليرى ما حدث فيغادر فينغام مع أليس في سيارتها، ثم تعود أليس في وقت لاحق بخبر ضياع فينغام في المستنقع.
يبدأ الجزء الرابع بخبرات فينغام في التجول في المستنقع الذي علق فيه قبل أن ينقذه «دينيس نولان»، ويعلن جيرالد أن بيتر كرين سميث سوف يعود إلى المنزل بعد غياب دام لسبع سنوات فتستدعيه هانا إلى غرفتها حيث يقضي عدة ساعات ثم يعلن أنه سيُبعد هانا عن «جاز كاسل» قبل وصول بيتر.
تصف الأجزاء الخامس والسادس والسابع سلسلة من الأحداث العنيفة تنتُج عن موت العديد من الشخصيات الرئيسية، فبعد أن يعلن جيرالد أن بيتر لن يعود على أي حال وأنه هو وهانا سوف يبقون، يأتي لوجور إلى «جاز كاسل» ويطلب من هانا أن تغادر المنزل معه ولكنها ترفض. بعد ذلك تطلق هانا النار على جيرالد وتقتله ثم تهرب من المنزل وتسقط أو تقفز من على الجرف وتموت، ثم يُقتل بيتر وهو في طريقه للعودة إلى «جاز كاسل» بعد سماعه خبر موت جيرالد حيث تسقط السيارة التي أخذها دينيس ليصطحبه من المطار في البحر. وفي نهاية القصة يعود فينغام وماريان منفصلين إلى لندن.

## المواضيع الرئيسية
تُعـد الحبكة الدرامية للرواية والموقع النائي للأحداث من خصائص «الأدب القوطي».
من أهم المواضيع التي تناولتها الرواية الدين والفلسفة، فالسيدة «هانا» وهي الشخصية المحورية في القصة مسيحية مؤمنة، كما أن «وحيد القرن» الذي اتخذته الكاتبة عنوانًا لروايتها يرمز للسيد المسيح، بينما تتجلى الموضوعات الفلسفية للكتاب في المقام الأول من خلال «الفيلسوف أفلاطوني ماكس لو جور» في محادثاته مع تلميذه «فينغام كوبر»، فمثلا مناقشتهم للوضع في «جاز كاسل» في الفصل 12 تدور حول السلطة والحرية والمعاناة وخاصة طبيعة «الخير».

## القيمة الأدبية والاستقبال
وفقًا لتصريحات كونرادي فإن جريدة التايمز «كانت مأخوذة برواية وحيد القرن» كم كانت مراجعة جريدتي ذا تابلت وذا مونث لها إيجابية ومؤيدة،  وقد أكد مُراجع جريدة التايمز على الخصائص القوطية للرواية وعلق عليها قائلً أنها «تتميز بتلك الطبيعة الجذابة التي عادة ما تتسم بها القصص البوليسية أكثر»، وأشار إلى أنه في حين «تُعد أُلفة مادتها أحد نقاط قوتها» فإن القارئ «قد انقاد أكثر وأكثر نحو غموض ورعب الوجود».
وقد أبدى العديد من النقاد ملاحظاتهم حول الطبيعة «المغلقة» للرواية، فالكاتبة نفسها ميَّزت بين الرواية المنفتحة التي تمتلك شخصياتها حرية التصرف، والرواية المنغلقة التي تُوجد بنيتها «كثافة إسطورية وشعرية تؤيدها الشخصيات أحيانًا» واُنتقدت لاستخدامها «طغيان الشكل على الأسلوب» أثناء الكتابة «وفقًا لقواعد معيار بالي وضمن سياق أنماط مبتذلة». ومن ناحية أخرى يرى كونرادي أن روايات مردوك المغلقة مثل روايتها وحيد القرن لم تكن مجرد تجارب في مجال أدب الخيال، وإنما كانت «تتمحور حول هدفها».